# ミュール・サトルス
ミュール・サトルス（George "Mule" Suttles, 1900年3月31日 - 1966年6月9日）は、1920～1940年代にアメリカ合衆国のニグロリーグで活躍していた野球選手。主なポジションは一塁手。アラバマ州ブロクトン生まれ。右投げ右打ち。

## 来歴・人物
サトルスは17歳からニグロリーグで野球を始め、1923年にバーミングハムに所属していた頃から強打者として頭角を現してきた。穏やかな性格だったというが、身長は6フィート3インチ、体重215ポンドという体格に恵まれた大柄な選手で、大きく重いバット（伝えられるところでは50オンス＝約1.4kgもあった）から長打を量産する強打者として知られるようになった。長打力に関する逸話も多く、500フィートを超える本塁打を放ったという話がいくつもある。キューバのハバナで行った試合では、打球が高さ60フィートもあるセンターのフェンスの上を越えて、球場の外の海に落ちたという。
1926年から1930年にセントルイス・スターズに所属していた時期には、長打（二塁打、三塁打、本塁打）と打率の部門で、ほぼ毎年のようにリーグ最高を記録していた。またニグロリーグの東西オールスター戦には5回出場し、4割以上の打率と2本の本塁打を記録している。そのうちの1本は1935年のゲームで、延長11回にマーティン・ディーゴから放った劇的な勝ち越しのスリーランホームランだった。
サトルスは42歳まで現役選手を続けたが、40歳を過ぎた1940年頃には、当時『100万ドルの内野』と呼ばれていたイーグルス内野陣の一角を担っていた（このうち遊撃手のウィリー・ウェルズと三塁手だったレイ・ダンドリッジは、後年アメリカ野球殿堂入りしている）。またイーグルスでは監督も兼任することがあったようである。引退後1966年に癌のためニューアークで死去。2006年にニグロリーグ特別委員会によりアメリカ野球殿堂入りした。

## 親族について
甥のウォーレン・"バードランド"・サトルスは、1945年に結成されたR&Bのコーラスグループ「ザ・レイヴンズ」（The Ravens）のメンバーだった。彼は叔父をたよってニューヨークに移り住み、下積みの時代に叔父のバー経営を手伝っていたようである。なおザ・レイヴンズは『ボーカルグループの殿堂』入りを果たしている。]

## 記録・表彰等
- 通算成績：本塁打133本、打率.327
- リーグ最多本塁打：2回
- リーグ首位打者：1回
- ニグロリーグ東西オールスター戦成績：打率.412、長打率.883